# Test pokrycia wierszy programu
Test pokrycia wierszy programu sprawdza, czy i jak często są wykonywane instrukcje z pojedynczych wierszy programu. Jest najmniej wartościowym i najprostszym testem pokrycia.
Zalety
- Pokazywane są nieosiągnięte wiersze w kodzie źródłowym programu.
- Możliwa jest łatwa implementacja narzędzi do tego celu przez wykorzystanie numerów wierszy z informacji Debug.

Wady
- Pojedyncze wiersze są oznakowane jako pokryte, mimo że tylko część instrukcji została wykonana.

Przykład:
if (0) a= 2;
a=2 nigdy niewykonywane.
Brak wypowiedzi na temat wyników standardowych testów pokrycia C0-C3